# Boligkommissionens saneringsfilm 1965
|  | Denne artikel er oprettet af botten Steenthbot ud fra en ekstern database. Den kan derfor have sproglige fejl eller mangler. Denne skabelon kan fjernes efter kontrol af indholdet. |

Boligkommissionens saneringsfilm 1965 er en dansk dokumentarisk optagelse fra 1965.

## Handling
Registrering af saneringsområder i det indre København: Nikolaj Plads, Nikolajgade-Bremerholm, Vingaardstræde, Dybensgade, Herluf Trolles Gade, Landemærket-Åbenrå, Gothersgade, Christianshavn, Gammelholm, Rosengården-Fiolstræde-Krystalgade-Peter Huitfeldtstræde og Løvstræde.
Filmen dokumenterer de gamle københavnske baggårde og nedrivning af baghuse samt gaderne og hverdagslivet, der udfolder sig.